# Рон Ејти
Рон Ејти (енгл. Ron Athey; рођен 16. децембар 1961) је амерички уметник познат по боди арт перформансима који су често блиско везани са покретом Модерних примитиваца.
Рон Ејти је почетком осамдесетих био члан експерименталног бенда „Premature Ejaculation“ заједно са Розом Вилијамсом, певачем готик бенда „Christian Death“. Ејти у перформансима комбинује хришћанску иконографију Пентакосталне цркве којој је његова породица припадала. До великог скандала је дошло после перформанса где је Ејти секао по леђима једног од чланова његове трупе, затим је прислонио белу тканину која је упила крв и окачио је непосредно испред публике. Скандал је настао пошто су Ејти и чланови његове тадашње трупе ХИВ позитивни. Рон Ејти сада живи у Лондону и изводи перформансе широм света.
У оквиру програма В. И. П. арт галерије Студентског културног центра Београда, на Априлским сусретима 2010. био је представљен један од његових радова. О Рону Ејтију је снимљен документарни филм „Hallelujah! Ron Athey: A Story of Deliverance“ (1998).